# MLB All-Star Game 1970
MLB All-Star Game 1970 – 41. Mecz Gwiazd ligi MLB, który odbył się 14 lipca 1970 roku na Riverfront Stadium w Cincinnati. Mecz zakończył się zwycięstwem National League All-Stars 5–4 po 12 inningach. Spotkanie obejrzało 51 838 widzów. Najbardziej wartościowym zawodnikiem został wybrany środkowozapolowy Carl Yastrzemski z Boston Red Sox, który zaliczył cztery uderzenia (w tym double'a) i zdobył runa.

## Wyjściowe składy
| American League | American League  | American League | American League | National League | National League | National League | National League |
| #               | Zawodnik         | Klub            | Pozycja         | #               | Zawodnik        | Klub            | Pozycja         |
| --------------- | ---------------- | --------------- | --------------- | --------------- | --------------- | --------------- | --------------- |
| 1               | Luis Aparicio    | White Sox       | SS              | 1               | Willie Mays     | Giants          | CF              |
| 2               | Carl Yastrzemski | Red Sox         | CF              | 2               | Dick Allen      | Cardinals       | 1B              |
| 3               | Frank Robinson   | Orioles         | RF              | 3               | Hank Aaron      | Braves          | RF              |
| 4               | Boog Powell      | Orioles         | 1B              | 4               | Tony Perez      | Reds            | 3B              |
| 5               | Harmon Killebrew | Twins           | 3B              | 5               | Rico Carty      | Braves          | LF              |
| 6               | Frank Howard     | Senators        | LF              | 6               | Johnny Bench    | Reds            | C               |
| 7               | Davey Johnson    | Orioles         | 2B              | 7               | Don Kessinger   | Cubs            | SS              |
| 8               | Bill Freehan     | Tigers          | C               | 8               | Glenn Beckert   | Cubs            | 2B              |
| 9               | Jim Palmer       | Orioles         | P               | 9               | Tom Seaver      | Mets            | P               |

| Zespół                                                                       | 1 | 2 | 3 | 4 | 5 | 6 | 7 | 8 | 9 | 10 | 11 | 12 | R | H  | E |
| ---------------------------------------------------------------------------- | - | - | - | - | - | - | - | - | - | -- | -- | -- | - | -- | - |
| American League                                                              | 0 | 0 | 0 | 0 | 0 | 1 | 1 | 2 | 0 | 0  | 0  | 0  | 4 | 12 | 0 |
| National League                                                              | 0 | 0 | 0 | 0 | 0 | 0 | 1 | 0 | 3 | 0  | 0  | 1  | 5 | 10 | 0 |
| WP: Claude Osteen (1–0) LP: Clyde Wright (0–1) Home runy: NL: Dick Dietz (1) |   |   |   |   |   |   |   |   |   |    |    |    |   |    |   |

## Składy
| Miotacze - Bob Gibson (8) - Joe Hoerner (1) - Jim Merritt (1) - Claude Osteen (2) - Gaylord Perry (2) - Tom Seaver (4) - Wayne Simpson (1) - Hoyt Wilhelm (8) Łapacze - Johnny Bench (3) - Dick Dietz (1) - Joe Torre (6) |  | Wewnątrzpolowi - Dick Allen (4) - Glenn Beckert (2) - Billy Grabarkewitz (1) - Bud Harrelson (1) - Jim Hickman (1) - Don Kessinger (3) - Willie McCovey (5) - Denis Menke (2) - Félix Millán (2) - Joe Morgan (2) - Tony Pérez (4) Zapolowi - Hank Aaron (20) - Rico Carty (1) - Roberto Clemente (13) - Cito Gaston (1) - Willie Mays (21) - Pete Rose (5) - Rusty Staub (4) |  | Menadżer - Gil Hodges Trenerzy - Leo Durocher - Lum Harris |

| Miotacze - Mike Cuellar (2) - Catfish Hunter (3) - Sam McDowell (5) - Dave McNally (2) - Jim Palmer (1) - Jim Perry (2) - Fritz Peterson (1) - Mel Stottlemyre (5) - Clyde Wright (1) Łapacze - Ray Fosse (1) - Bill Freehan (7) - Jerry Moses (1) |  | Wewnątrzpolowi - Sandy Alomar, Sr. (1) - Luis Aparicio (11) - Rod Carew (4) - Jim Fregosi (6) - Tommy Harper (1) - Davey Johnson (3) - Harmon Killebrew (12) - Boog Powell (3) - Brooks Robinson (14) Zapolowi - Willie Horton (3) - Frank Howard (3) - Alex Johnson (1) - Tony Oliva (12) - Amos Otis (1) - Frank Robinson (12) - Roy White (2) - Carl Yastrzemski (7) |  | Menadżer - Earl Weaver Trenerzy - Ralph Houk - Kefty Phillips |

- W nawiasie podano liczbę powołań do All-Star Game.